# Rebecca Atkinson
Rebecca Atkinson (Salford, Mánchester,31 de julio de 1983) es una actriz inglesa. Ha aparecido en Life On Mars,Ideal y en la serie de televisión Trexx and Flipside.

## Carrera televisiva
Ha tenido papeles menores en muchas series de televisión, incluyendo la serie "Shameless" interpretando a Karen Macguire Ideal una serie de comedia, y dos episodios de la New Street Law, donde interpretó a un personaje llamado Susie Hardwick. Apareció en el ritmo cardíaco en 2002 y 2006 interpretó a dos personajes diferentes. Muestra que ha tenido una sola aparición en él se incluyen Life on Mars (La puñalada), Holby City, Bill, los médicos y el Real. Ella también ha aparecido en la sala de los niños a una edad temprana.  
También apareció en la adaptación cinematográfica de Kevin Sampson Awaydays, lanzado en 2009. 
Atkinson se crio en Weaste Lane en Salford y se fue a a la escuela All Souls ubicada en la Kintyre Avenue, que también fue la escuela primaria de Warrington Wolves con la compañía de Adrian Morley.
Ella asistió al drama de David Johnson y enseñó a bailar en Goostrey en la The Glenda Ann School of Dancing antes de aparecer en la televisión.

## Filmografía
| Año  | Título          | Rol               | Notas |
| ---- | --------------- | ----------------- | ----- |
| 2001 | Now You See Her | Niña              |       |
| 2009 | Awaydays        | Sonya             |       |
| 2014 | Film: The Movie | Heather Cleveland |       |
| 2023 | Wait for Me     | Lisa              |       |

| Año       | Título             | Rol             | Notas                |
| --------- | ------------------ | --------------- | -------------------- |
| 2002      | Coronation Street  | Stephanie Mills | 3 episode            |
| 2002      | Heartbeat          | Linda           | 1 episodio           |
| 2003      | The Royal          | Suzanne         | 1 episodio           |
| 2004–2013 | Shameless          | Karen Maguire   | Personaje regular    |
| 2005      | The Bill           | Caitlin Vicars  | 1 episodio           |
| 2005      | Doctors            | Sharon Irvine   | 1 episodio           |
| 2006      | Holby City         | Savanna         | 1 episodio           |
| 2006      | Life on Mars       | Tina            | 1 episodio           |
| 2005–2006 | Ideal              | Asia            | Personaje recurrente |
| 2006      | Heartbeat          | Hayley Fenton   | 1 episode            |
| 2006–2007 | New Street Law     | Susie Hardwick  | 2 episodes           |
| 2008      | Trexx and Flipside | Amber           | 1 episode            |
| 2010      | Moving On          | Kaycee          | 1 episodio           |
| 2014      | Staff Room         | Leigh           | 1 episodio           |
| 2015      | Doctors            | Sadie Mawby     | 1 episode            |
| 2016      | Moving On          | Laura           | 1 episodio           |
| 2016–2017 | River City         | Belinda Roberts | 7 episodios          |
| 2017      | Doctors            | Hayley Armsden  | 1 episodio           |
| 2019      | Holby City         | Denise Mullins  | 1 episodio           |
| 2019      | Flatmates          | Erin            | 3 episodios          |
| 2021      | Silent Witness     | Dr Benning      | 1 episodio           |
| 2025      | Coronation Street  | Mandy Waring    | 6 episodios          |

- Datos: Q7301658